# Nordalpenweg
Der Nordalpenweg (Österreichischer Weitwanderweg 01) wurde am 22. Juni 1975 als erster österreichischer Ost-West-Weitwanderweg eröffnet. Er erstreckt sich vom Neusiedler See und Wien über die nördlichen Kalkalpen bis nach Bregenz am Bodensee und misst rund 1000 Kilometer. Er führt durch die sieben österreichische Bundesländer Burgenland, Niederösterreich, Steiermark, Oberösterreich, Salzburg, Tirol sowie Vorarlberg und bis in knapp 3000 Meter Höhe.

## Allgemeines
Der Weg ist im zugehörigen Führer des Alpenvereins in 61 Tagestouren eingeteilt, wobei die Teilung manchmal mit Vorsicht zu genießen ist: Sie legt zum Beispiel Wert auf Übernachtung in Alpenvereinshütten, auch wenn die Etappen dadurch sehr ungleich lang sind. In der Regel ist die Etappeneinteilung des Führers auf geübte Bergwanderer ausgelegt, wobei aber bei fast allen Etappen die Möglichkeit einer geplanten Teilung bzw. eines vorzeitigen Abbruchs besteht, da Schutzhütten oder Gasthöfe am Weg liegen. Bei 92 Kontrollstellen kann man – so gewünscht – Stempel einholen, wobei man bei Durchschreitung von 15 Etappen ein Wanderabzeichen in Bronze, bei der Hälfte des Weges eines in Silber, und bei Begehung des Gesamtweges das Wanderabzeichen in Gold erhält. Der Nordalpenweg 01 ist Teilstück des Europäischen Fernwanderweges E4 alpin, von Admont bis zum Riemannhaus sowie zwischen Lamsenjochhütte und Wolfratshauser Hütte begleitet ihn die Via Alpina und durch Tirol auch der Adlerweg.
Die zum Teil ausgesetzten Wege erfordern im gesamten Wegverlauf zwischen Schneeberg (Niederösterreich) und dem Hohen Freschen (Vorarlberg) immer wieder Trittsicherheit und Schwindelfreiheit und sind teilweise nur bei sicheren Wetterbedingungen zu empfehlen. Bei Vereisung können Steigeisen, Pickel und Kletterseil notwendig sein, obwohl die Wegführung an sich keine technischen Hilfsmittel erfordert. Alpine Ausrüstung wie festes Schuhwerk, Biwaksack und ausreichend Wasservorräte (in den Kalkalpen sind Quellen oft rar) sind unbedingt anzuraten. Außerdem ist zu empfehlen, zumindest die Schlüsseletappen in Begleitung anzutreten. Der Großteil der Etappen ist am besten zwischen Juni und Oktober zu begehen, wobei viele Schutzhütten im hochalpinen Bereich nur Juli, August und September geöffnet sind. Geplantes Biwakieren bzw. Zelten im alpinen Ödland ist im Rahmen der (regional unterschiedlichen) rechtlichen Regelungen zwar stellenweise denkbar, die notwendige Ausrüstung stellt allerdings auf anspruchsvollen Hochgebirgsetappen eine nicht zu unterschätzende Zusatzlast dar, was unbedingt mitbedacht werden sollte.
Die Einteilung der folgenden Teilstrecken, deren Kilometerangaben und Gehzeiten sind dem Führer von Wurst, Rachoy und Messeritsch (1978) entnommen.

## Vom Neusiedlersee oder vom Wienerwald zur Rax

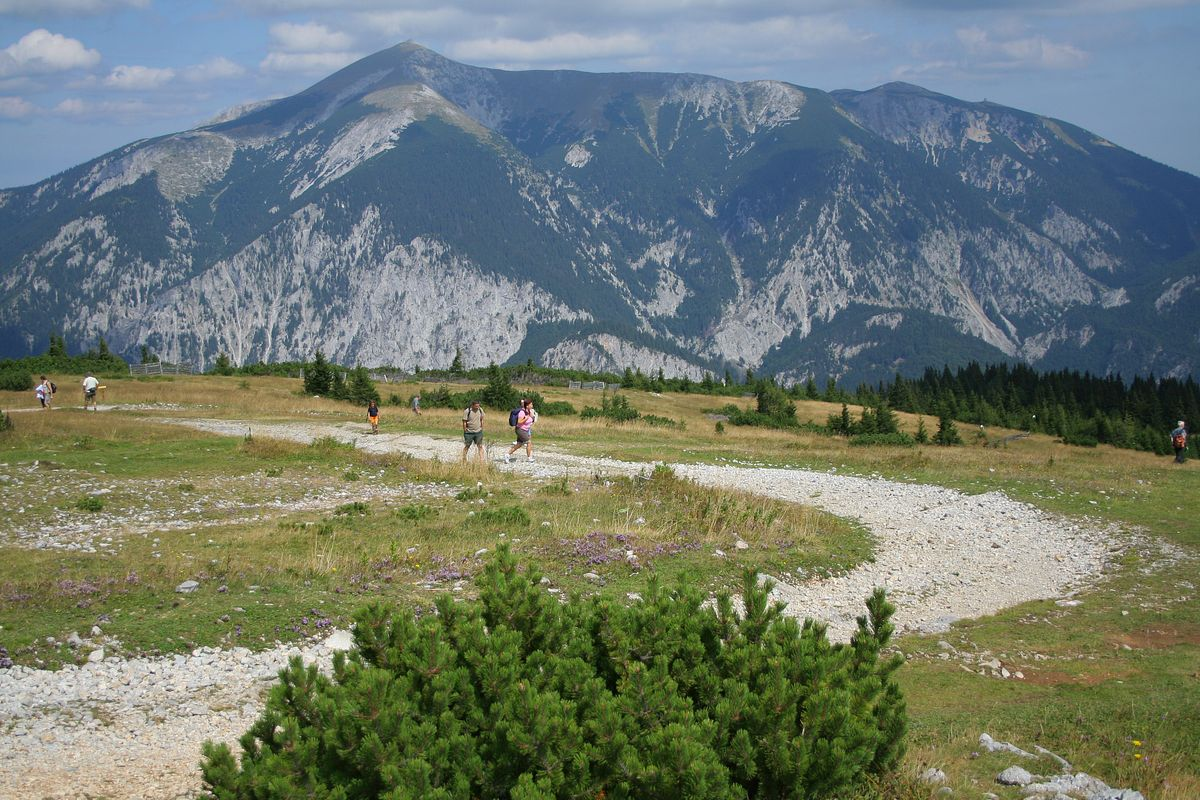
Blick vom Raxplateau zum Schneeberg

Von Ostösterreich ausgehend gibt es zwei Alternativrouten, die auf der Raxalpe zusammenführen. Die Burgenlandroute beginnt in Rust am Neusiedler See (123 m) und führt über das Rosaliengebirge (748 m) und den Semmering (985 m) bis zur Raxalpe (2007 m). Es handelt sich hierbei durchgehend um einfache Flachland- und Mittelgebirgswanderungen.
Die Wiener Route beginnt in Perchtoldsdorf bei Wien (265 m) und führt durch den Wienerwald über den Peilstein (718 m), die Hohe Mandling (969 m), die Dürre Wand (1155 m) und über den steilen Fadensteig und die Fischerhütte (2049 m) auf den Schneeberg (2075 m), den höchsten Berg Niederösterreichs. Außer bei Vereisung ist der Abstieg über die romantische Weichtalklamm zu empfehlen. Im hochalpinen Schneeberg/Rax-Massiv sind bereits Trittsicherheit und Schwindelfreiheit von Vorteil, insbesondere beim Aufstieg über den Wachthüttelkamm auf die Rax, der nach dem Abstieg vom Schneeberg im Höllental anschließt.
Beide Routen sind etwa 140 Kilometer lang und erfordern vier bis fünf Tage Gehzeit.

## Über das steirische Hochplateau zum Erzberg

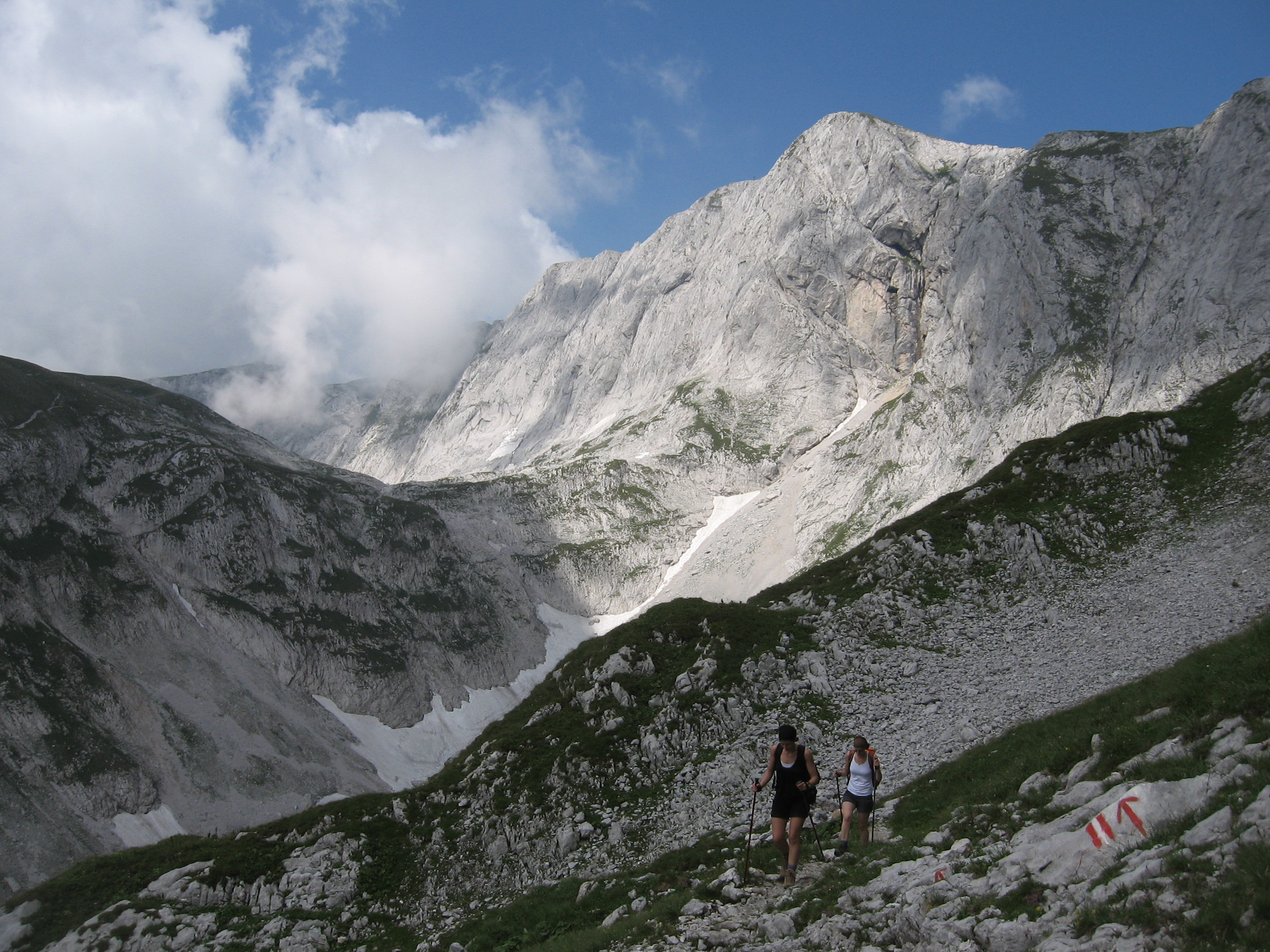
Höhepunkt der Etappe: das Hochschwabmassiv

Am Karl-Ludwig-Haus (1804 m) auf der Rax vereinigen sich die Wege sodann und führen über den versicherten Gamsecksteig auf den Schneealpenstock (1903 m) mit dem Schneealpenhaus (1788 m). Der Normalweg führt in einem weiten Bogen weiter über das Hinteralmhaus (1446 m). Wenn dieses geschlossen ist, sollte man besser direkt vom Schneealpenhaus nach Neuberg (756 m) ins Mürztal absteigen.
Auf der anderen Talseite besteigt man nun wieder einfacher die Hohe Veitsch (1981 m) und gelangt über den Seebergsattel (1254 m) ins mächtige Hochschwabmassiv (2277 m). Dieses hat bereits äußerst hochalpinen Charakter. Die Route birgt zwar kaum technische Herausforderungen, bei schlechten Bedingungen kann man trotzdem in Schwierigkeiten geraten. Vom Seebergsattel geht es über die Voisthaler Hütte (1654 m) und das Schiestlhaus (2153 m) auf den Hochschwabgipfel. Von diesem steigt man über ausgedehnte Almen und die Sonnschienhütte (1523 m) nach Eisenerz (769 m) ab.
Die Etappenlänge beträgt rund 140 Kilometer, die erforderliche Gehzeit sechs Tage.

## Durch die Gesäuseberge nach Spital am Pyhrn

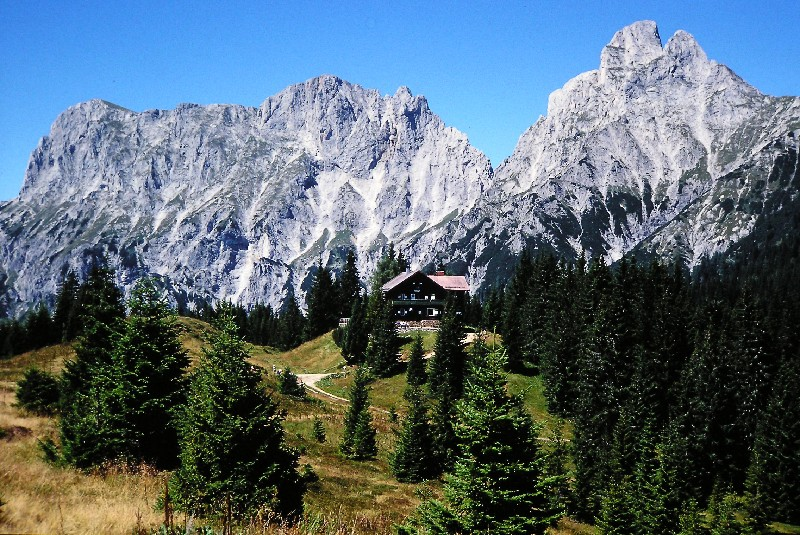
Die Mödlinger Hütte vor der Kulisse des Admonter Reichensteins

Von Eisenerz geht es wieder über flacheres Gelände nach Radmer an der Stube (729 m). Beim Aufstieg in die Gesäuseberge ist wiederum Trittsicherheit gefragt, da eine sehr steile Schuttrinne auf den Lugauer (2206 m) bewältigt werden muss. Danach geht es wieder gemütlicher über einmalige Alm- und Felslandschaften zur Hesshütte (1699 m). Der folgende Abstieg nach Johnsbach (763 m) ermöglicht Unerschrockenen einen Besuch des dortigen Bergsteigerfriedhofes.
Die weitere Route über die Mödlinger Hütte (1521 m) und die Klinke-Hütte (1486 m) führt nach Admont im Gesäuse (641 m), wo sich im dortigen Barockstift die größte Klosterbibliothek der Welt befindet. Von der Klinke-Hütte nach Admont kann auch eine Nebenroute über die sogenannte Riffel (2106 m) gewählt werden, wobei hier unbedingt Schwindelfreiheit erforderlich ist. Die Route ist bei Nässe gefährlich. Der Abstieg nach Admont ist hier allerdings sehr steil und lang. Über einen nun wieder flacheren Sattel beim Pyhrgasgatterl (1308 m) mit dem Rohrauerhaus gelangt man einfach nach Spital am Pyhrn (647 m).
Die Gesamtdistanz beträgt circa 100 Kilometer und erfordert vier Tage Gehzeit.

## Durch das Tote Gebirge zum Hallstätter See

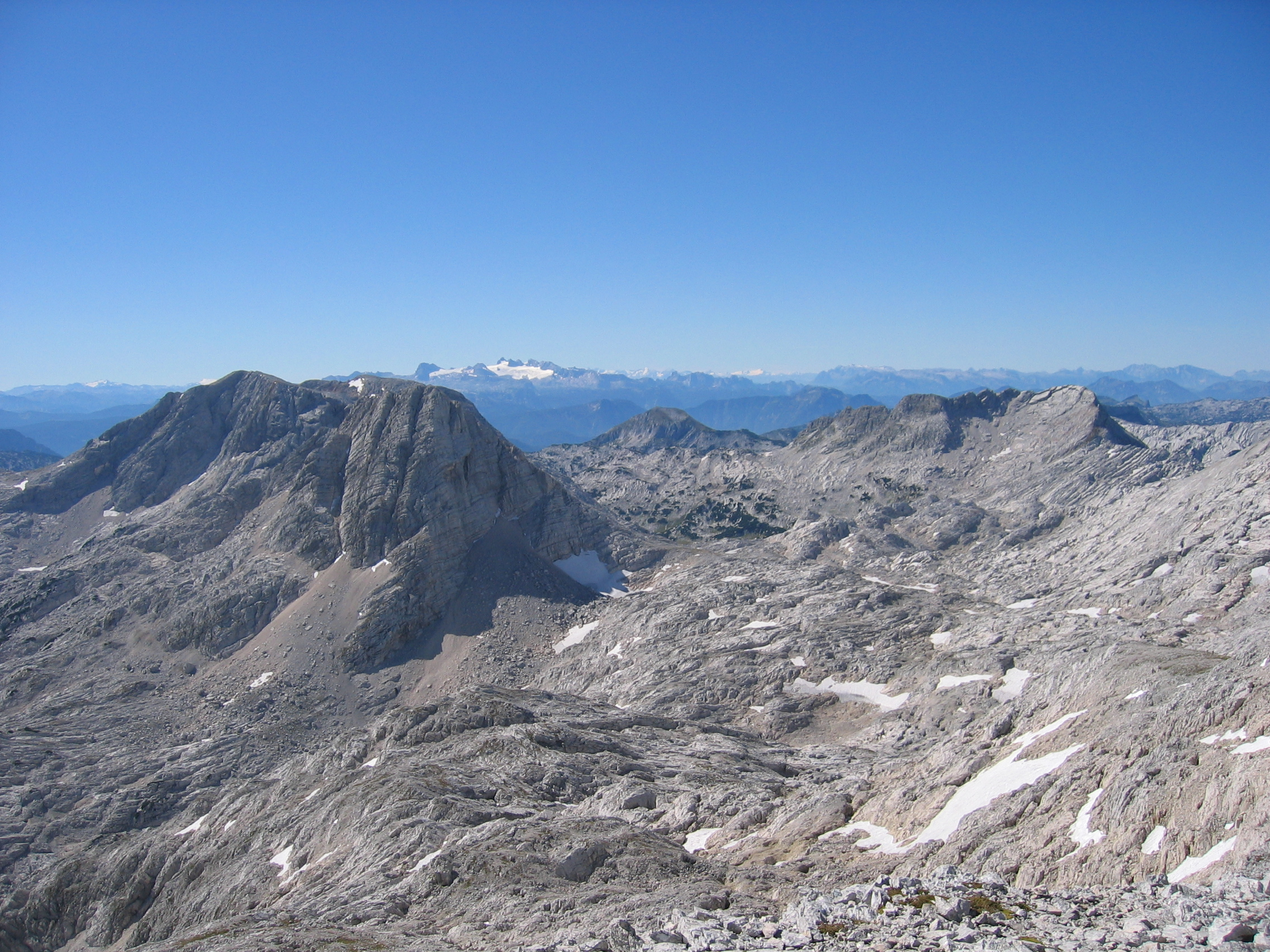
Das Plateau des Toten Gebirges

Weiter geht es zur Talstation der Wurzeralmbahn (807 m). Der folgende Aufstieg durch das Skigebiet auf das Warscheneck (2389 m) ist durch die menschlichen Eingriffe erst im obersten Bereich schön, weshalb eine Auffahrt mit der Standseilbahn oder auch eine Alternativroute durchaus empfohlen werden kann. Vom Warscheneck steigt man über die Zellerhütte (1575 m) nach Vorderstoder und dann Hinterstoder (585 m) ab. Es folgt der Aufstieg auf den Hauptstock des Toten Gebirges. Über das Prielschutzhaus (1420 m) gibt es die Möglichkeit, eine Alternativroute über den Großen Priel (2515 m) zu unternehmen, den höchsten Gipfel der Gegend. Hier sind Trittsicherheit und Schwindelfreiheit erforderlich, insbesondere bei einem zu querenden, ganzjährigen Schneefeld, das den kümmerlichen Rest eines Gletschers bedeckt. Ansonsten geht man einfacher über den Temelbergsattel (2082 m) zur Pühringerhütte (1638 m) am Elmsee; ein Ort von ungewöhnlicher landschaftlicher Schönheit, wahrscheinlich der beeindruckendste Ort des bisherigen Weges. „Einfach“ bedeutet im Toten Gebirge, dass die Wegführung zwar keine technischen Schwierigkeiten aufweist, jedoch sind die Wege sehr lange und bei Nebel riskant, da die Gefahr besteht, in eine der zahlreichen Dolinen zu stürzen. Außerdem herrscht Wassermangel, weshalb man bereits in Hinterstoder Wasservorräte mitnehmen sollte. Weiter geht es wieder sehr schön über das Albert-Appel-Haus (1638 m) zur Loserhütte (1497 m). Über die Blaa-Alm (894 m) besteigt man die Hänge des Sandling (1717 m) und gelangt schließlich nach Bad Goisern am Hallstätter See (500 m).
Die zurückzulegende Entfernung beträgt rund 120 km und ist in etwa fünf Tagen Gehzeit bewältigbar.

## Durch Dachstein- und Tennengebirge ins Salzachtal

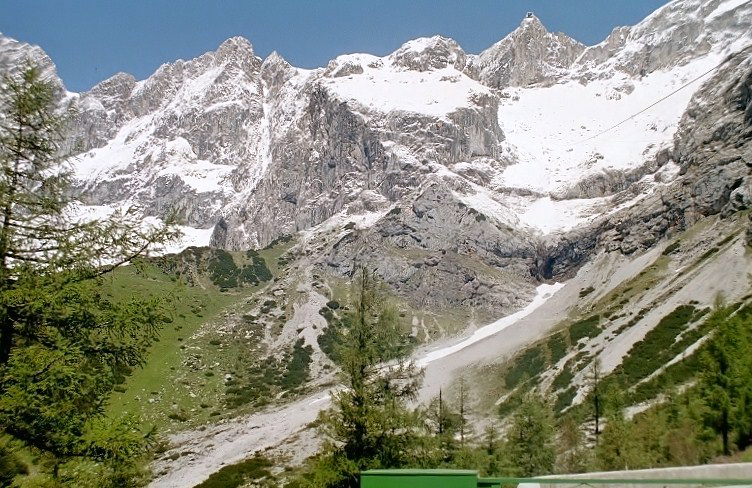
Das Massiv des Dachsteins

Hier teilt sich der Weg in eine einfachere Variante und die hochalpine Route über das Dachsteinplateau. Letztere ist schwierig und nur bei guten Bedingungen und Trittsicherheit zu empfehlen. Auf ersterer geht man über die Theodor-Körner-Hütte (1466 m) und die Hofpürglhütte (1705 m) nach Lungötz im Lammertal (1828 m). Danach folgt eine einfachere Almenwanderung den Fuß des Tennengebirges entlang über die Söldenhütte (1526 m) nach Werfen (548 m) im Salzachtal.
Die hochalpine Variante führt von Bad Goisern am Ufer des Hallstätter Sees nach Hallstatt (511 m), einem berühmten Fundort von Fundstücken der älteren Eisenzeit und idyllischem Ort. Hier beginnt der Aufstieg ins Dachsteinmassiv, wobei es bis zur Simonyhütte (2206 m) noch einfach dahin geht. Der einfachste Weg über die Hoßwandscharte (2197 m) und die Adamekhütte (2196 m) zur Hofpürglhütte (1705 m) ist auch schon anspruchsvoll und setzt gute Bedingungen voraus. Der ursprüngliche Hauptweg führt über Hallstätter Gletscher, Steinerscharte und Gosauer Gletscher zur Adamekhütte, alternativ kann man vom Hallstätter Gletscher auch den Hohen Dachstein (2995 m) besteigen, wobei für die beiden letzten Varianten Gletscherausrüstung und ebensolche Erfahrung notwendig sind. Von der Hofpürgelhütte führt der Weg nach Lungötz, wo sich die beiden Varianten vereinen.
Die Länge dieses Abschnitts beträgt etwa 100 Kilometer die in vier bis fünf Tagen Gehzeit zu bewältigen ist.

## Zum Hochkönig und über das Steinerne Meer zur Saalach

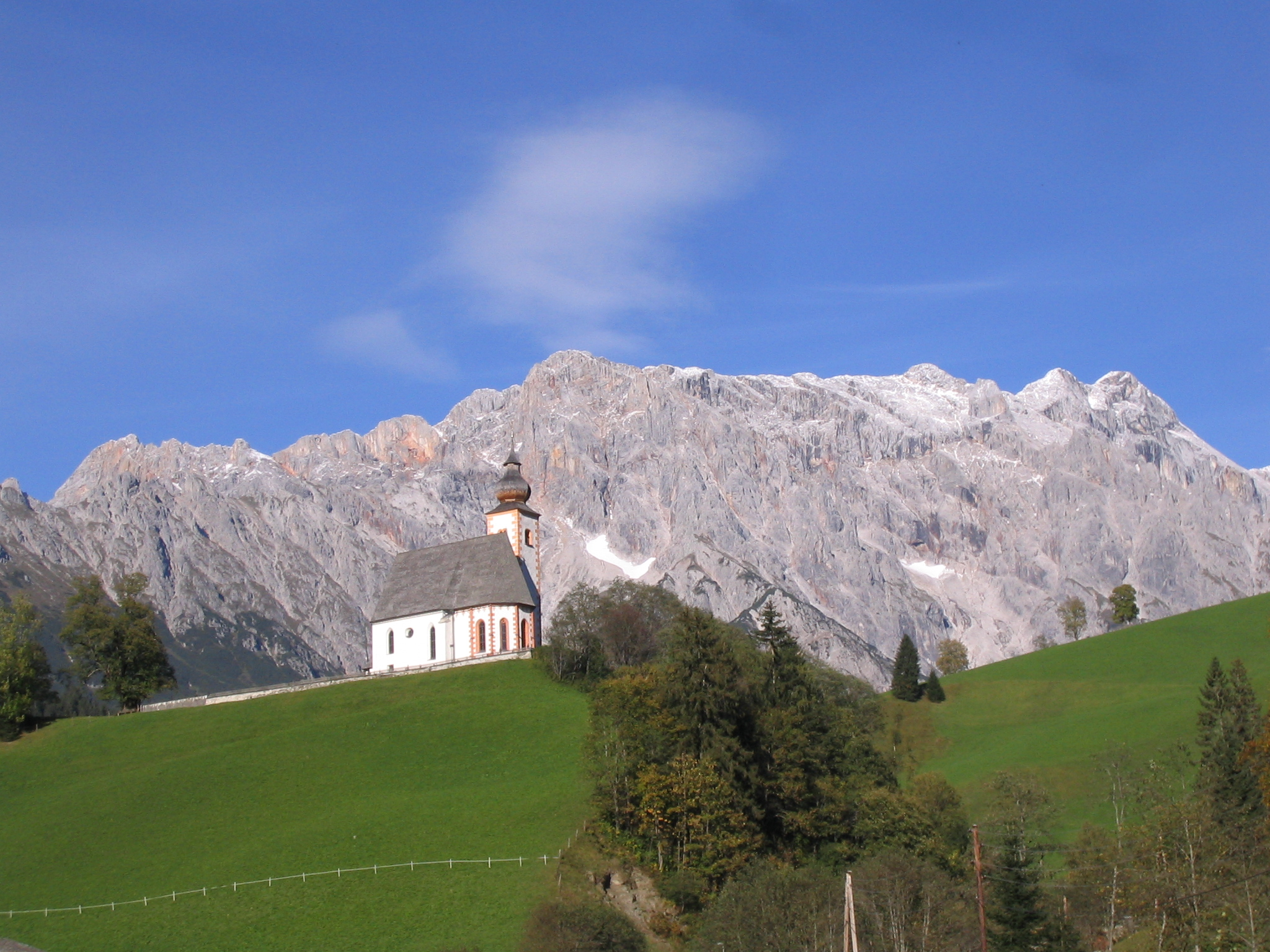
Der Hochkönig von Süden aus gesehen

Ab Werfen gibt es wieder eine Normalvariante, die jedermann zuzutrauen ist, und eine hochalpine Variante über den Hochkönigstock. Dieser ist bei Nebel äußerst gefährlich und sollte nur bei guten Bedingungen bestiegen werden. Von Werfen (548 m) erreicht man in 2400 Höhenmeter Aufstieg über die Ostpreußenhütte (1628 m) – wo eine Möglichkeit besteht, den anstrengenden Aufstieg zu teilen –, das Franz-Eduard-Matras-Haus auf dem Gipfel des Hochkönigs (2941 m). Hier wird der höchstgelegene Punkt an der offiziellen Route dieses Fernwanderwegs erreicht.
Der folgende Übergang ins Steinerne Meer zum Riemannhaus (2177 m) ist mit kurzen Gletscherquerungen, bei denen keine Gefahr von Gletscherspalten besteht, unversicherten leichten Kletterstellen und zehn bis zwölf Stunden Gehzeit über das Wildalmkirchl-Biwak (2457 m), das nach etwa zwei Drittel des Weges erreicht wird, ohne sonstige Schutzhütten am Weg, eine der Schlüsseletappen des gesamten Fernwanderwegs 01.
Die Hauptvariante führt hingegen von Werfen über die Erichhütte (1546 m) nach Maria Alm (802 m), von wo wiederum zum Riemannhaus aufgestiegen werden muss. Weiter geht es auf einfacheren Wegen über das Ingolstädter Haus (2119 m) nach Lofer (626 m) im Saalachtal.
Die Distanz dieser Etappe beträgt rund 90 Kilometer und erfordert vier Tage Gehzeit.

## Durch Loferer Berge und Kaisergebirge nach Kufstein

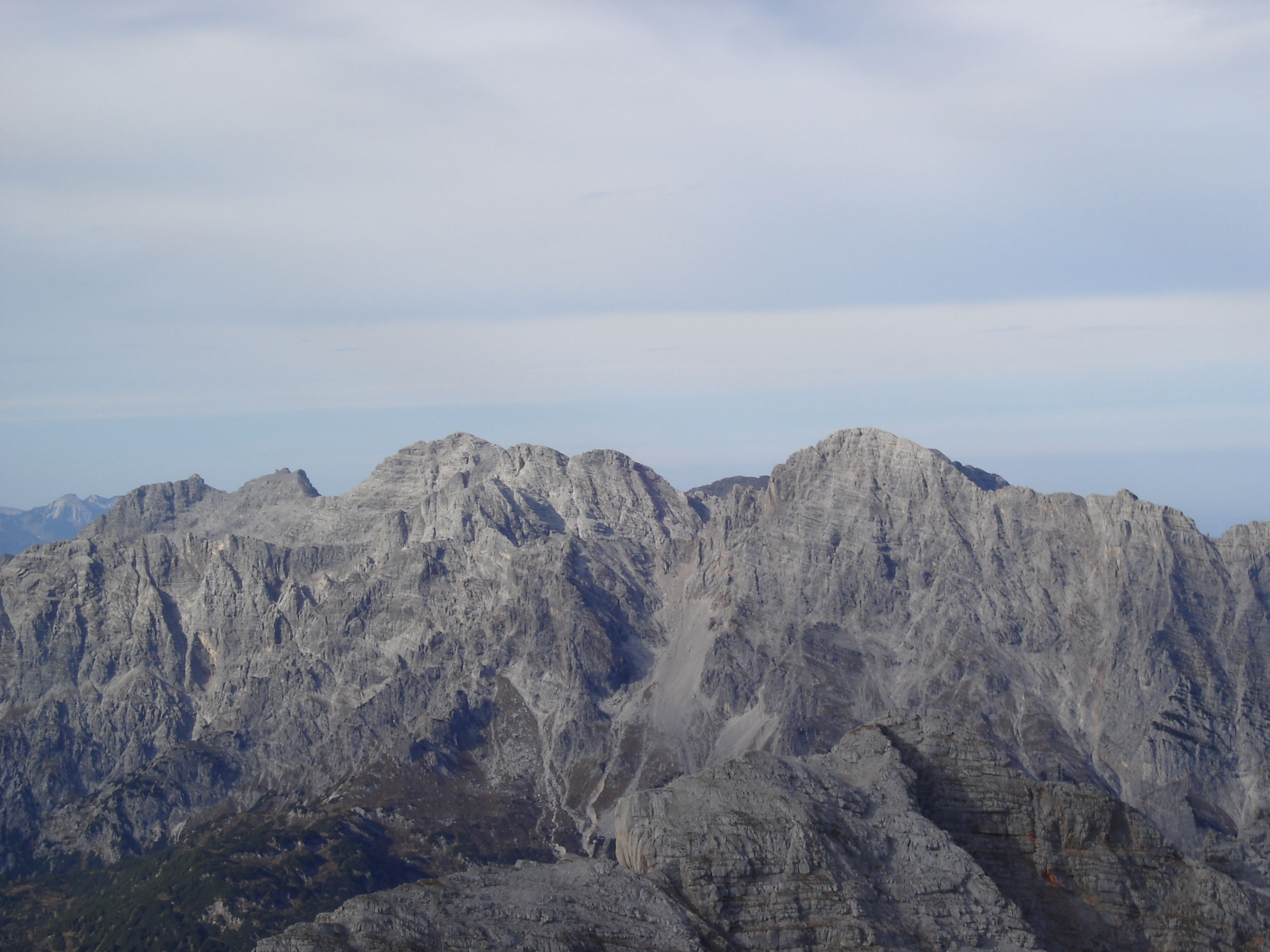
Die Loferer Steinberge vom Birnhorn aus gesehen

Die folgenden Etappen bis Kufstein bereiten keinerlei technische Schwierigkeiten und sind auch bei mäßigen Bedingungen problemlos zu gehen. Von Lofer erreicht man über die Loferer Alm (1348 m) das Schigebiet Steinplatte (1360 m) und geht weiter zum Straubinger Haus (1598 m).
Von Lofer zur Steinplatte gibt es auch eine schwierige und längere Variante durch die Loferer Steinberge über die Schmidt-Zabierow-Hütte (1966 m) und das Waidringer Nieder (2372 m), die ausgesetzt ist und ungesicherte Kletterstellen aufweist.
Nach dem Abstieg vom Straubinger Haus nach Erpfendorf (634 m) wird der schöne Weiterweg über die Prostalm (1180 m) empfohlen, obwohl der offizielle Führer eine Straßenwanderung nach Kirchdorf in Tirol (641 m) nach Griesenau (719 m) vorsieht. Hier steigt man ins Kaisergebirge ein und erreicht nach einiger Zeit das Stripsenjochhaus (1580 m), wobei die Gipfel des Wilden Kaisers ausgelassen werden. Durch das idyllische Kaisertal gelangt man alsbald nach Kufstein am Inn (504 m).
Die Länge dieses Abschnitts beträgt rund 100 Kilometer und ist in vier Tagen Gehzeit bewältigbar.

## Durch Rofan und Karwendel zur Zugspitze

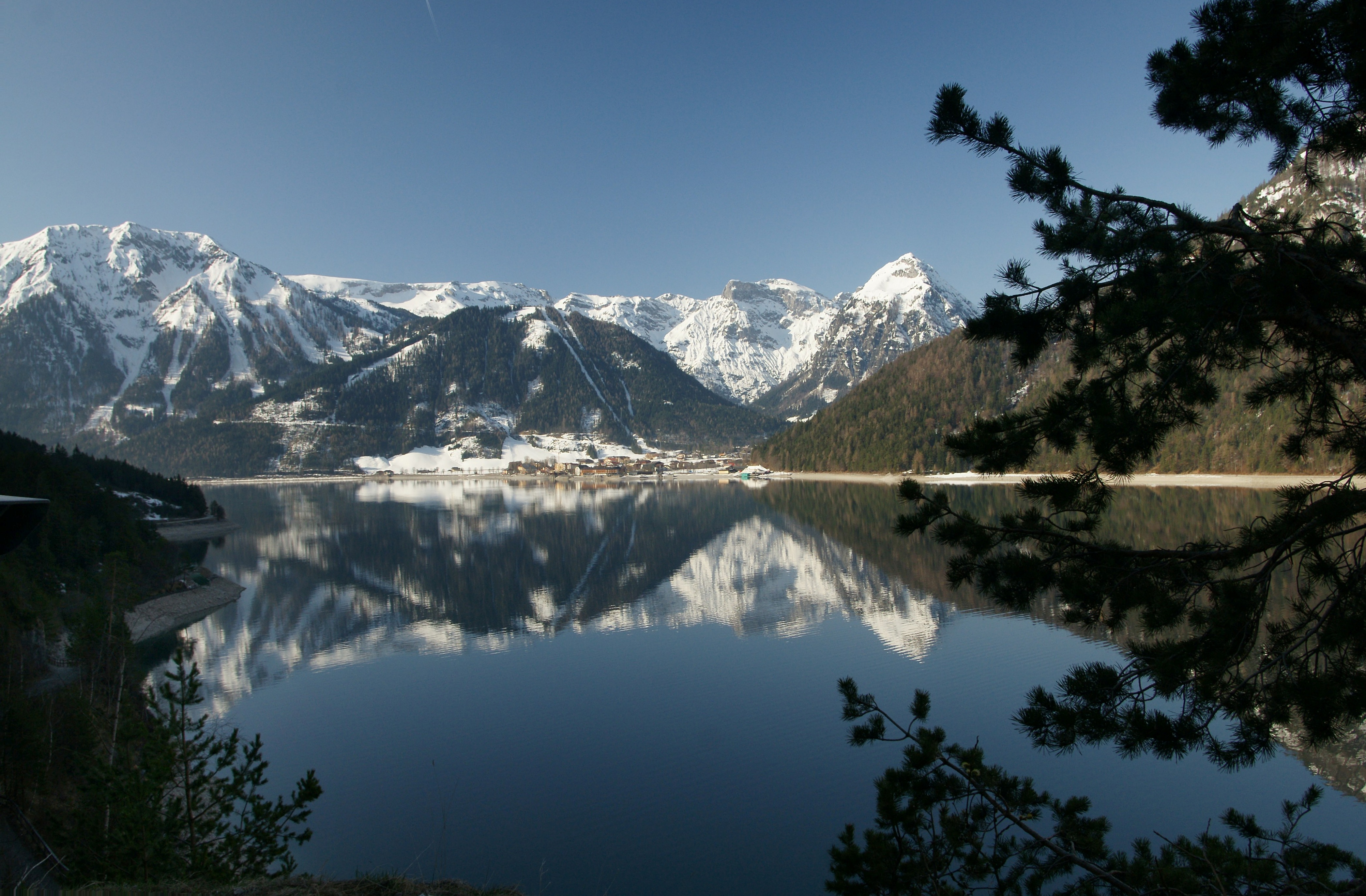
Der Achensee mit Pertisau und dem Karwendelgebirge im Hintergrund

Von Kufstein steigt man ins idyllische Thiersee (617 m) auf und wandert von dort auf endlosen Forststraßen über das Kaiserhaus (706 m) nach Steinberg am Rofan (1010 m). Hier steigt man wieder ins Hochgebirge ein, der Schafsteig über die Rofanspitze (2260 m) ist zwar versichert, aber durch die Exponiertheit bei Gewitter sehr riskant. Der Führer schlägt eine Schlechtwetter-Alternative über die Bayreuther Hütte vor, die allerdings sehr viel länger und anstrengender ist.
Über die Erfurter Hütte (1834 m) erreicht man schließlich Maurach am Achensee (958 m) und dann Pertisau am Achensee (952 m), von wo man ins Karwendelgebirge einsteigt. Dieses Gebiet ist zwar wunderschön, aber doch teilweise intensiv touristisch genutzt und überlaufen. Man durchquert das gesamte Gebirge von Ost nach West über Lamsenjochhütte (1953 m), Falkenhütte (1848 m) und Karwendelhaus (1765 m) und gelangt schließlich nach Scharnitz (964 m) nahe Mittenwald.
Von Scharnitz wandert man weiter nach Leutasch-Obern (1166 m), wo man sich entscheiden muss, ob man über die anspruchsvollere Zugspitze gehen möchte, oder die einfachere Alternativvariante nimmt. Letztere führt über die Ehrwalder Alm (1640 m) nach Ehrwald (994 m). Die Route führt mitten durch das Wettersteingebirge über die Meilerhütte (2366 m) und das Reintal zur Knorrhütte (2051 m) und weiter zum Münchner Haus auf den Zugspitzgipfel (2962 m), die höchste Erhebung Deutschlands. Von hier steigt man mühsam nach Ehrwald ab.
Die zurückzulegende Distanz beträgt rund 180 Kilometer und erfordert sechs bis acht Tage Gehzeit.

## Auf dem Lechtaler Höhenweg zum Flexenpass

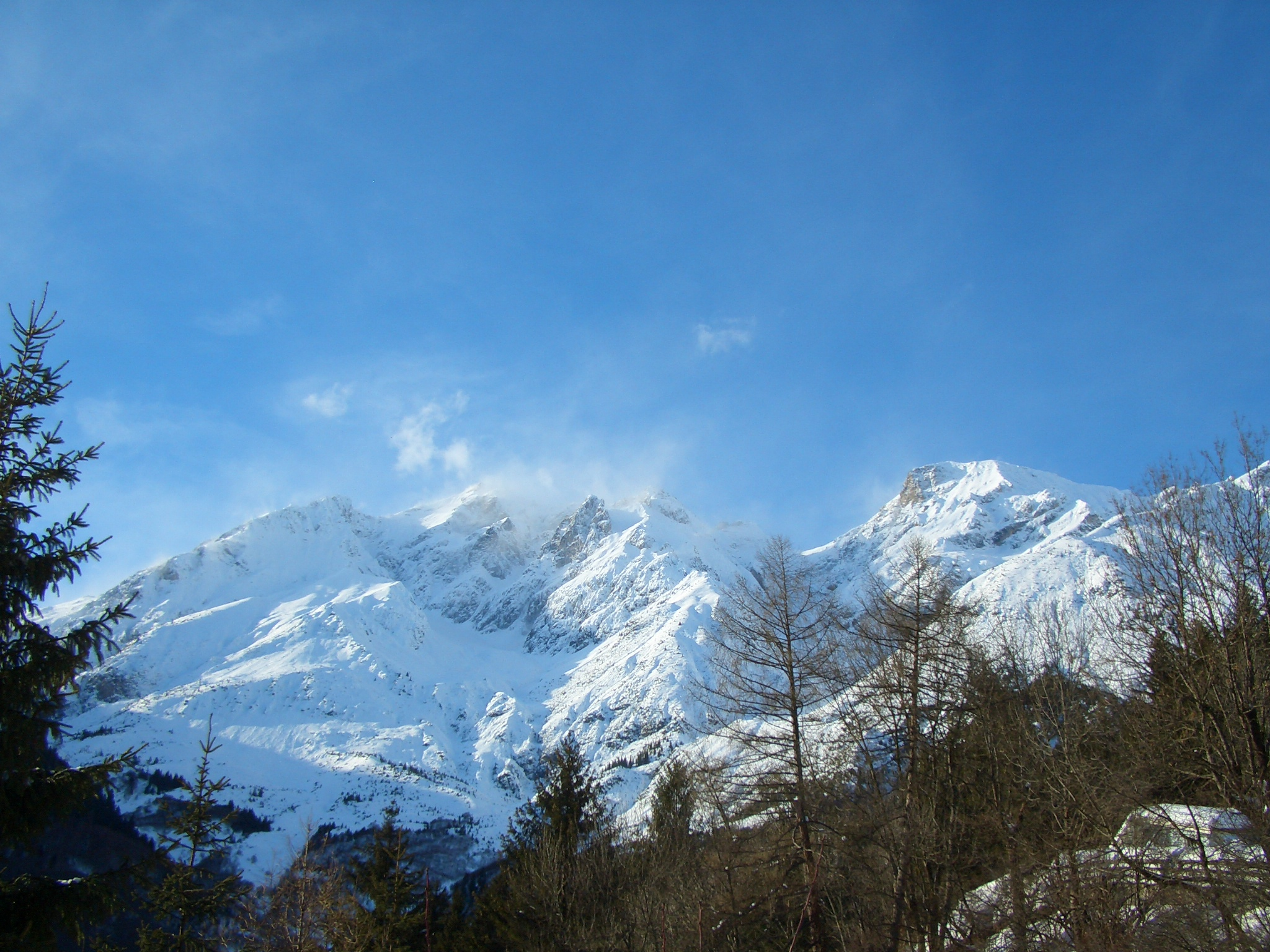
Blick auf die Parseiergruppe der Lechtaler Alpen

In seiner Gesamtheit ist der Lechtaler Höhenweg wahrscheinlich der schwierigste Abschnitt dieses Fernwanderwegs. Mehrere technisch schwierige, wenn auch versicherte Schartenübergänge, die anstrengenden Tagesetappen und die eher spärliche Hütteninfrastruktur tragen dazu bei. Von Ehrwald geht es über den Fernpass (1209 m) und die Loreascharte (2315 m) zur Anhalter Hütte (2042 m) und weiter über Pfafflar (1619 m) zur Hanauer Hütte (1922 m), wobei eine schwerere und längere Variante über die Muttekopfhütte (1934 m) und den Muttekopf (2774 m) führt. Weiter über die schwierige Dremelscharte (2434 m) zur Steinseehütte (2061 m). Die für den reinen Wanderer ebenfalls anspruchsvolle Roßkarscharte (2408 m) führt weiter zum Württemberger Haus (2220 m). Über den teilweise ausgesetzten Höhenweg über den Großbergkopf (2612 m) erreicht man die Seescharte, wo sich der Weg mit dem Europäischen Fernwanderweg E5 vereint und gemeinsam mit diesem zur Memminger Hütte (2242 m) in wiederum schöner Landschaft führt.
Es folgt ein weiter Abstieg von rund 600 Höhenmetern in das Parseiertal und darauf ein sehr anstrengender und am Ende auch schwieriger Aufstieg zur Grießlscharte (2632 m). Von hier ist es nicht mehr weit zur Ansbacher Hütte (2376 m), wobei man, wenn man in der Memminger Hütte genächtigt hat und früh aufgebrochen ist, auch noch den Weg fortsetzen kann. Alternativ kann man von der Memminger Hütte auch unter Auslassung der Grießlscharte und durch Einschieben eines zusätzlichen Tages die Parseierspitze (3036 m) besteigen, wofür jedoch Klettererfahrung und Bergseil erforderlich sind. Diesfalls erfolgt die Nächtigung in der Augsburger Hütte (2289 m). Am nächsten Tag folgt man dem schwierigen und ausgesetzten Augsburger Höhenweg zur Ansbacher Hütte.
Ansonsten von dort weiter über den ausgesetzten Thomas-Haas-Weg zum Kaiserjochhaus (2310 m) und zur Leutkircher Hütte (2251 m). Hier kann man sich entscheiden, ob man weiter die Hauptroute über die Ulmer Hütte (2285 m) und den Flexenpass (1773 m) geht, oder die Alternative über die Stuttgarter Hütte (2310 m) wählt.
Die Länge dieses Teilstücks beträgt etwa 180 Kilometer und erfordert sechs bis acht Tage Gehzeit.

## Vom Arlberg durch den Bregenzer Wald zum Bodensee

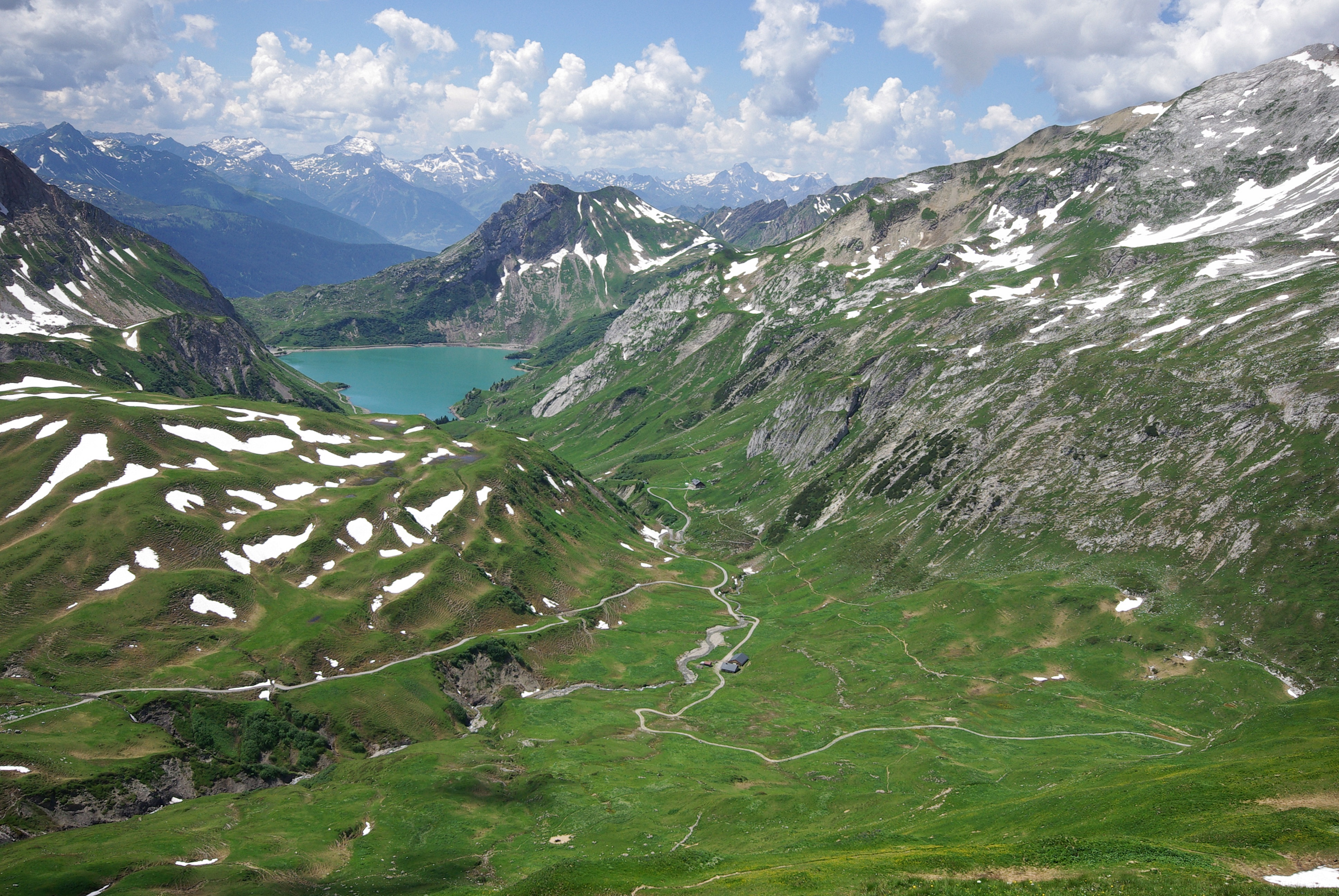
Blick über den Spullersee in Richtung Rätikon

Beide Routen vereinigen sich wieder in Zürs am Arlberg (1717 m), einem reinen Wintersportort ohne Sommerinfrastruktur. Von hier steigt man auf das Madlochjoch (2438 m) auf und weiter zur Ravensburger Hütte (1948 m) ab. Über den Spullersee erreicht man über den schwierigen, doch umgehbaren Gehrengrat die Freiburger Hütte (1931 m) und sodann die Göppinger Hütte (2245 m) unterhalb der Hochlichtspitze (2600 m). Weiter durch das Bregenzerwaldgebirge zur Biberacher Hütte (1846 m) und über Faschina ins Dorf Damüls (1428 m). Über die Alpe Portla (1710 m) geht es sodann auf den Hohen Freschen (2004 m) mit dem Freschenhaus (1840 m).
Nach dem Binnelgrat endet endgültig der hochalpine Charakter des 01ers, und es geht über Almen und einige Alternativwege nach Dornbirn (440 m), der größten Stadt Vorarlbergs. Von hier aus nimmt man entweder den Fußweg durch das Rheintal oder aber Bus oder Eisenbahn nach Bregenz (400 m) am Bodensee, dem Endpunkt des Nordalpenweges 01.
Die zu bewältigende Distanz beträgt rund 140 Kilometer und erfordert sechs bis sieben Tage Gehzeit.